# 104 Klymene
104 Klymene este un asteroid din centura principală, descoperit pe 13 septembrie 1868, de James Watson.